# İbriktepe
İbriktepe (in albanese Qyteza o Qytezë), talvolta riportato come İbrik Tepe, è un köy del distretto di İpsala nella provincia di Edirne, nella Turchia europea.

## Geografia fisica
İbriktepe è situato a nella Turchia europea (ricompresa nella più ampia Tracia) a pochi chilometri dal confine con la Grecia.

## Storia
L'esistenza del villaggio è documentata dal XV secolo. Almeno a partire dal XVII secolo numerosi albanesi vi emigrarono, soprattutto da Qytezë, tra cui i genitori di Fan Stilian Noli (figura di primo piano del Rinascimento nazionale albanese nonché fondatore della Chiesa ortodossa autocefala albanese), ed edificarono nel 1837 la chiesa di San Giorgio.
Il villaggio divenne comune nel 1959, tornando ad essere considerato un köy a partire dal 2013, in seguito al costante calo demografico che ha fatto scendere la popolazione sotto i 2000 abitanti.